# Krähenstirnvogel
Der Krähenstirnvogel (Psarocolius decumanus) ist eine Vogelart aus der Gattung der Stirnvögel (Psarocolius) in der Familie der Stärlinge. Es werden mehrere Unterarten unterschieden.

## Merkmale
Weibchen sind etwa 36–38 cm lang, Männchen etwa 46–48 cm. Die Iris ist blau, der Schnabel elfenbeinfarben bis blass grünlich-gelb. Das Gefieder ist glänzend schwarz, an Bürzel und Untersteiß (Crissum) von dunkler, kastanienbrauner Farbe. Die Steuerfedern sind bis auf die zentralen Federn gelb. Die Männchen tragen eine unscheinbare, haarähnliche Haube. Bei der Unterart P. d. maculosus ist das Federkleid mit wenigen, gelben Federn durchsetzt.

## Verbreitung und Lebensraum

Verbreitungsgebiet

Der Krähenstirnvogel kommt im Tiefland Südamerikas östlich der Anden, von Panama und Kolumbien über das brasilianische Amazonasbecken bis zur Nordspitze Argentiniens vor. Auf Trinidad und Tobago ist die Unterart P. d. insularis beheimatet.
Man findet ihn, zum Teil selten, zum Teil lokal sehr häufig, in unterschiedlicher, feuchter und recht trockener Landschaft vor. Er lebt in Regenwäldern, im Wald am Rand von Flüssen, in Sekundärwäldern, laubabwerfenden Wäldern sowie in Agrarlandschaften mit vereinzeltem Baumbestand und Rodeland vor. Weitläufige, überschwemmungsfreie Terra-Firme-Wälder meidet er allerdings. Gewöhnlich ist er unterhalb von 1000 m anzutreffen.

## Gefährdung
Die Art wird von der IUCN als ungefährdet („least concern“) eingestuft. In ihrem großen Verbreitungsgebiet ist der Bestand offenbar stabil. Die Art ist eher häufig, wenn auch lückenhaft, verbreitet.

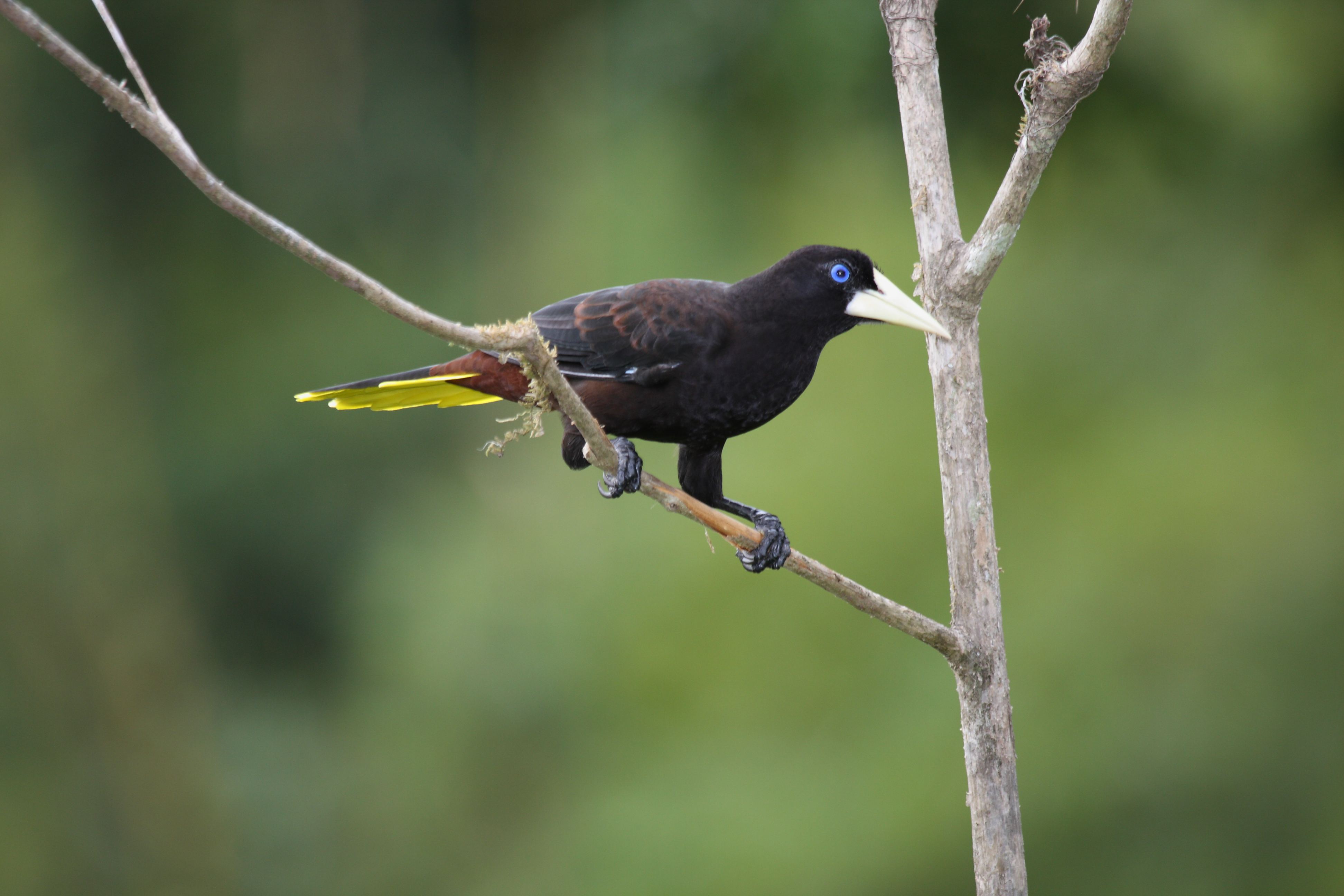
Krähenstirnvogel auf Trinidad

## Systematik
Es gibt vier Unterarten:
- Psarocolius decumanus decumanus Pallas, 1769 – Peru
- Psarocolius decumanus insularis (Dalmas, 1900) - Trinidad
- Psarocolius decumanus maculosus (Chapman, 1920) - Peru, Bolivien, Brasilien
- Psarocolius decumanus melanterus (Todd, 1917) - Panama